# Mottainai

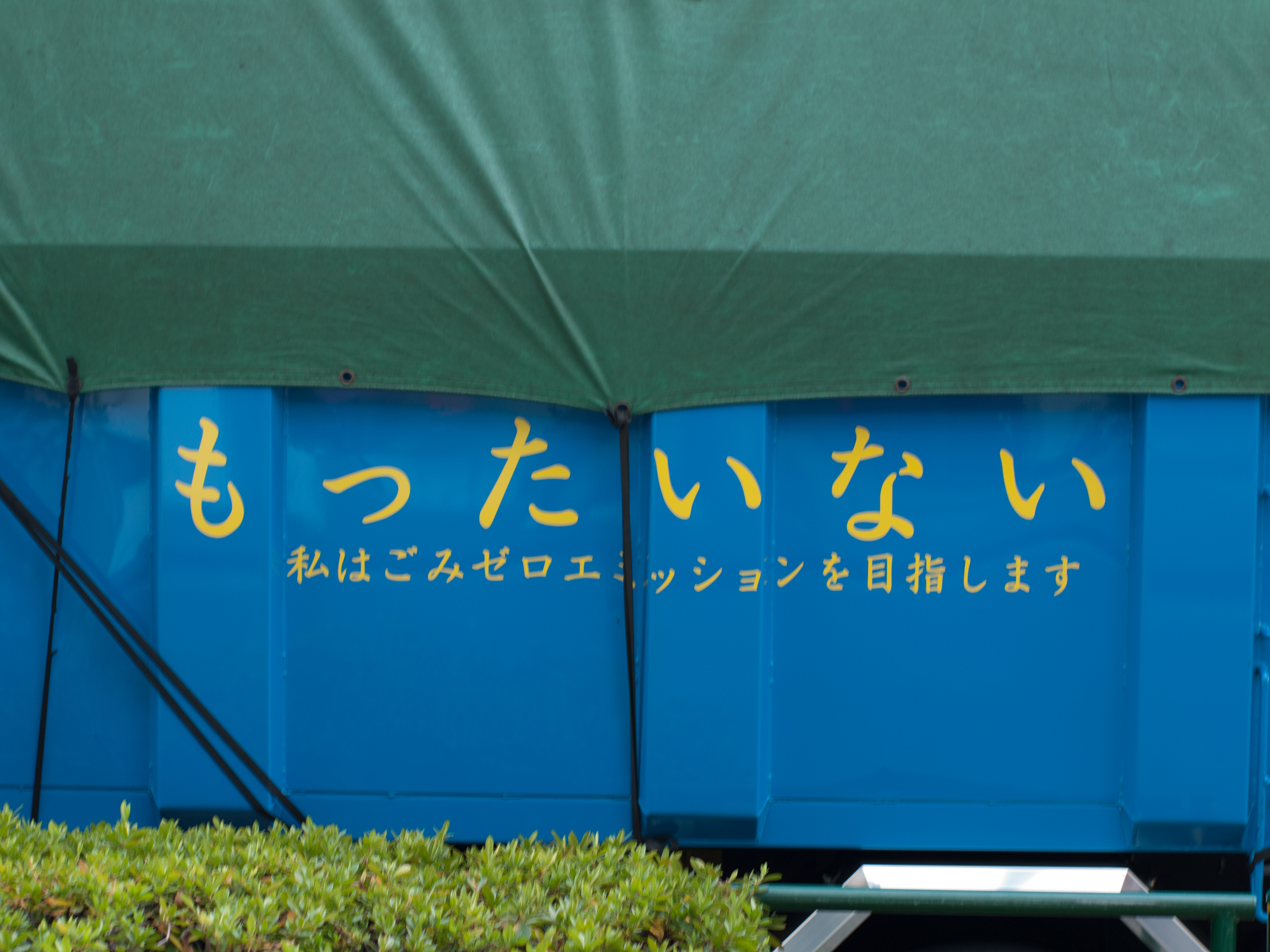
« Mottainai » écrit sur la benne d'un camion à Tokyo en 2010. En dessous, la phrase « Je m'efforce d'atteindre zéro émission. »

Mottainai (hiragana : もったいない ; kanji : 勿体無い) est un terme japonais correspondant au malaise dû à un gaspillage matériel. Cette expression peut être utilisée par elle-même, pour souligner un tel gaspillage, ou pour désigner un propos ou un acte malvenu.